# Pointe du Capucin
Pour les articles homonymes, voir Capucin.
La pointe du Capucin est un cap de Guadeloupe situé en Grande-Terre et appartenant administrativement à Anse-Bertrand.

## Géographie
Il fait face à la pointe de la grande vigie, à l'est de celle-ci, avec qui il forme l'anse de la Pointe Nord et forme avec la pointe Petite Savane, l'anse Pistolet.